# Ononamolo II Lot
Ononamolo II Lot is een bestuurslaag in het regentschap Gunungsitoli van de provincie Noord-Sumatra, Indonesië. Ononamolo II Lot telt 899 inwoners (volkstelling 2010).